# Andriïvka (oblast de Kharkiv)
Andreïevka
Pour les articles homonymes, voir Andriïvka.
Andriïvka (ukrainien : Андріївка) ou Andreïevka (russe : Андреевка) est une commune urbaine de l'oblast de Kharkiv, en Ukraine. Elle compte 8 518 habitants en 2021.

## Géographie
La commune se situe sur la rive nord de la rivière Donets, dans le bassin hydrographique du fleuve Don, dont elle est le principal affluent. Elle fait face à la commune urbaine de Donets, sur l'autre rive de la rivière. Elle se trouve à 55 kilomètres au sud-est de la ville de Kharkiv.